# Sony Reader PRS-T2
El Sony Reader PRS-T2 es un lector de libros electrónicos, fabricado y comercializado por Sony en todo el mundo. 
Presenta una pantalla táctil E Ink Pearl antirreflectante de 6 pulgadas con capacidad de zoom, Wi-Fi para navegar o descargar eBooks. Incorpora diccionarios, toma de notas y capacidad de exportarlas a Evernote.
Las investigaciones de Garyn sobre su hardware confirman que se trata de una versión mejorada del Sony Reader PRS-T1 con el que comparte batería pero al que supera en duración gracias a una circuitería mejorada, dejando un chip para el control de la batería, administración de energía y periféricos y un segundo chips de gestión de consumo de la pantalla. Se elimina el soporte de sonido (lo que redunda en un consumo menor)

## Detalles Técnicos
- CPU Freescale MCIMX508CVK8B. el mismo que el Amazon Kindle 4. Una CPU ARM Cortex-A8 que puede funcionar hasta a 800 MHz
- Sistema operativo Android 2.2.1 Froyo muy personalizado.
- Flash RAM: Controlada por un SanDisk SDIN5D1-2G-L Al conectarlo por USB mapea la memoria interna como dos particiones, una para los eBooks, y otra con el instalador del programa Sony Reader para Windows XP/Vista/7/8 y Mac OS X
  - Interna de 2 GB (1,3 disponibles para el usuario; proporcionada por el chip).
  - Externa en tarjetas MicroSD de hasta 32 Gb
- Pantalla : E Ink Pearl antirreflectante de 6 pulgadas (15,2 cm), 90,6 milímetros (3,57 plg) x 122,4 milímetros (4,82 plg) , con una resolución de 600 x 800 pixels (efectiva de 584x754 píxeles), 166 dpi, 16 niveles de gris. Tamaño mínimo de la fuente de 6 pt, 7 pt recomendable. Pantalla táctil dual clara con mecanismo por infrarrojos
- Carcasa : de 173 milímetros (6,81 plg) x 110 milímetros (4,33 plg) x 9,1 milímetros (0,36 plg) en plástico negro mate, blanco brillante o rojo brillante. En la zona inferior botón de RESET, conector USB Micro-B 2.0 y pulsador de alimentación. En el lateral izquierdo, trampilla de la ranura de tarjetas MicroSD. En el frontal pantalla eInk Pearl y bajo ella cuatro teclas <, >, Home, Volver y ≣ Menú plateadas en relieve. Peso de 164 gramos (5,78 oz) con la batería. Colores negro mate, blanco brillante, rojo brillante.
- Alimentación : Batería de polímero de Litio interna no sustituible de 3,7 voltios DC. Hasta dos meses de duración con la Wi-Fi apagada leyendo media hora por día.
- Entrada/Salida :
  - Ranura MicroSD hasta 32 GB
  - Conector USB Micro-B 2.0
  - Pantalla táctil por infrarrojos
  - Wi-Fi: 802.11g. Incorpora un navegador web sencillo.
- Formatos : incorpora Adobe Digital Editions con el soporte de DRM Adobe.
  - eBook : PDF (normal o con DRM), TXT,  y EPUB (normal o con DRM).
  - Imagen : JPEG, GIF, PNG, BMP
- Firmware : gracias a los trabajos de Garyn, rupor y amutin[2] se ha desarrollado un Firmware alternativo con mayores prestaciones. Tras la compra de su tienda de libros electrónicos por Kobo Ssony lanzó una nueva versión que elimina los accesos directos a la vieja tienda y los sustituye por Kobo. Se conocen los siguientes :
  - América / Europa occidental :1.0.00.07100, 1.0.02.08090, 1.0.03.09110, 1.0.04.11081, 1.0.04.12210, 1.0.05.12140
  - Rusia/Ucrania : 1.0.00.09110 o 1.0.01.11080.